# Tiago Alves
Tiago Alves (12 de enero de 1993) es un futbolista brasileño que juega como delantero en el Tokushima Vortis de la J2 League.
Jugó para clubes como el Santos, Boa Esporte, América, Paraná, Al-Hilal y Shimizu S-Pulse.

## Trayectoria

### Clubes
| Club                       | País           | Año       |
| -------------------------- | -------------- | --------- |
| Santos F. C.               | Brasil         | 2011-2014 |
| Boa E. C. (cedido)         | Brasil         | 2012      |
| América F. C. (cedido)     | Brasil         | 2013      |
| C. A. Penapolense (cedido) | Brasil         | 2014      |
| Paraná Clube (cedido)      | Brasil         | 2014      |
| C. A. Penapolense          | Brasil         | 2015-2016 |
| Pohang Steelers (cedido)   | Corea del Sur  | 2015      |
| Seongnam F. C. (cedido)    | Corea del Sur  | 2016      |
| Al-Hilal Saudi F. C.       | Arabia Saudita | 2016-2018 |
| Shimizu S-Pulse (cedido)   | Japón          | 2017      |
| Jeonbuk Hyundai Motors     | Corea del Sur  | 2018-2019 |
| Sagan Tosu (cedido)        | Japón          | 2019      |
| Sagan Tosu                 | Japón          | 2020      |
| Gamba Osaka                | Japón          | 2021      |
| Fagiano Okayama            | Japón          | 2022-2023 |
| Chapecoense                | Brasil         | 2024-     |

## Palmarés

### Títulos nacionales
| Título     | Club                   | País          | Año  |
| ---------- | ---------------------- | ------------- | ---- |
| K League 1 | Jeonbuk Hyundai Motors | Corea del Sur | 2018 |